# Капиново
Капиново (мкд. Капиново) је насеље у Северној Македонији, у средишњем државе. Капиново припада општини Чашка.

## Географија
Капиново је смештено у средишњем делу Северне Македоније. Од најближег већег града, Велеса, насеље је удаљено 50 km југозападно.
Насеље Капиново се налази у историјској области Азот. Насеље је смештено изнад долине реке Бабуне. Северно од насеља издиже се планина Јакупица. Надморска висина насеља је приближно 710 метара.
Месна клима је планинска због знатне надморске висине.

## Становништво
Капиново је према последњем попису из 2002. године било без становника.
Претежно становништво у насељу били су етнички Македонци.
Већинска вероисповест било је православље.